# Уорън Хардинг
Уорън Гамалиъл Хардинг (на английски: Warren Gamaliel Harding; 2 ноември 1865 – 2 август 1923), е двадесет и деветият (1921 – 1923) президент на САЩ. Той е шестият президент, който умира по време на мандата си.
Републиканец от щатския сенат на Охайо, преди да влезе в политиката, Хардинг е влиятелен издател на вестници с изявени ораторски способности, проявили се по време на престоя му в Сената (1899 – 1903 г.) и когато е заемал поста заместник-губернатор.
Хардинг е избран през 1899 г. в щатския сенат на Охайо. Служи на този пост четири години, преди да бъде избран за заместник-губернатор на щата и заема поста от 1903 г. до 1905 г. Неговите възгледи са по-скоро консервативни, а постиженията му на тези постове не са особено значими. В края на мандата си решава да се оттегли от политиката, само за да влезе в нея отново след десет години в качеството си на сенатор в Сената на САЩ (1914 – 1921), където също има не особено запомнящо се присъствие, като в две трети от гласуванията отсъства. Практически непознат за публиката, на Републиканския национален конвент от 1920 г. се оказва в ролята на „черен кон“ и след поредица от политически маневри става претендент за президентския пост. През изборите от 1920 г. той побеждава претендента на Демократическата партия Джеймс Кокс с изразителна победа 60,36% срещу 34,19% от националния вот и 404 срещу 127 гласа в избирателната колегия. Провежда политика на ненамеса („laissez-faire“) както в икономиката, така и в социалната сфера. По средата на мандата му внезапно умира в Сан Франциско, Калифорния, по време на обиколка в западните територии и Аляска. Първоначално се е смятало, че причината за смъртта е хранително отравяне, но след това е променена на удар. Последните изследвания сочат, че президентът е бил в последна фаза на сърдечно заболяване. Той е заместен от вицепрезидента Калвин Кулидж. С времето мястото на Хардинг в историята е преосмислено и сега се смята за „добър президент“.

## Произход и младежки години
Хардинг е роден на 2 ноември 1865 година в Охайо и е най-голямото от 8 деца в семейството на д-р Джордж Хардинг и Фийби Дикерсон Хардинг. Героите от детството му са Александър Хамилтън и Наполеон. Майка му е акушерка, която по-късно получава и медицинско разрешително. Когато е тийнейджър, семейството на Хардинг се мести в Марион Каунти, Охайо, където баща му придобива седмичния вестник „Дъ Аргус“ и така Уорън се научава на основите на вестникарския бизнес.
След завършването си Хардинг се мести в Марион, където заедно с приятели набират 300 долара и изкупуват фалиралия „Марион Дейли Стар“. Това е най-слабият от трите местни вестника и единственият ежедневник в разрастващия се град. Хардинг променя насоката на списване на вестника в подкрепа на републиканците и има умерен успех. Новата политика на вестника е в противоречие с доминиращия политически климат в града. Целта на Хардинг е да измести по популярност „Марион Индипендънт“, което го сблъсква с яростта на най-значимия местен инвеститор в недвижими имоти.
Хардинг печели войната на думи и превръща „Дейли стар“ в най-значимия локален всекидневник, но всичко това влошава значително здравето му. През 1889 г. Хардинг страда от нервно изтощение и депресия. Пътува до Батъл Крийк, Мичиган, за да прекара няколко седмици в санаториум, където да възвърне силите си.
През 1891 г. Хардинг се жени за Флоренс Мабел Клинг Деулф, която се е развела с предишния си съпруг и има един син. Пет години по-възрастна от него, тя го преследва постоянно, докато той се предава и ѝ предлага брак. Бащата на жена му е неговият враг, инвеститорът в недвижими имоти Алмост Клинг. След като чува, че единствената му дъщеря има намерение да се жени за Хардинг, той прекъсва всички връзки с нея и забранява на жена си да присъства на сватбата. Противопоставя се яростно на този брак и не разменя дума с дъщеря си и зет си повече от осем години.
Начинът, по който се женят, е емблематичен за тяхната страстна и странна за времето си връзка. Приветливостта на Хардинг е като баланс на практичността на жена му, която очевидно е наследила умението за правене на бизнес от баща си. Тя превръща „Дейли стар“ в изключително печелившо предприятие. Едно от момчетата за продажба на вестници е младият Норман Томас, син на местния презвитериански свещеник, а по-късно известен журналист и лидер на социалистите в Ню Йорк. Томас, който е кандидат за президент от Социалистическата партия, често казва, че дължи много на своите етически възгледи на Флоранс Хардинг, която той споменава с изключително уважение, когато се връща към спомените си от Марион. Флоранс подпомага съпруга си всячески и така той постигал неща, които иначе сам не би успял. Дори се твърди, че тя стои зад неговото кандидатиране и спечелване на Белия дом.

## Политически възход
Като влиятелен издател на вестници и умел оратор Хардинг е избран в щатския сенат на Охайо през 1899 г. Той служи четири години, преди да бъде избран за заместник губернатор, пост, който заема от 1903 г. до 1905 г. Неговите възгледи са предимно консервативни, няма особени достижения и след завършването на мандата си се връща към частния живот.

### Сенатор
Влиза отново в политическия живот след пет години, но губи изборите за губернатор през 1910 г. През 1914 г. печели изборите за Сената на САЩ и служи там от 1915 г. до встъпването си в длъжността президент на 4 март 1921 г. Той е първият сенатор, станал президент. Хардинг няма големи достижения като сенатор, а и отсъства в 2/3 от гласуванията. Между тях е и гласуването за 19-ата поправка относно даването на право на глас на жените, позиция, която той поддържа. Хардинг е твърд опонент на създаването на Обществото на народите и влизането на САЩ в него.

### Изборите от 1920 година
Относително непознат извън родния си щат, Хардинг е истински кандидат „черен кон“, който печели номинацията на Републиканската партия чрез политически машинации на своите приятели, след като конвента е в безизходица. Преди да получи номинацията, е попитан дали има срамни епизоди в миналото му, които могат да бъдат използвани срещу него. Официалното образование на Хардинг е доста ограничено, има продължителна връзка с жената на негов стар приятел и често пие в компании. Той отговаря „не“ и партията го номинира само, за да открие след това неговата връзка с Кери Фълтън Филипс. Филипс и семейството ѝ получават дълго пътешествие в Азия като в замяна се иска нейното мълчание. Братът на г–жа Хардинг, който току-що се е оженил, получава от републиканците пътешествие в Европа заедно с младата си жена, която е католичка и вдовица. Сватбата им се е състояла в католическа църква, а по това време католическата вяра се е смятала за слабост в американската политика. Възроденият Ку Клукс Клан провежда политика, насочена срещу католиците, срещу чернокожите, срещу евреите и така бързо печели популярност в Средния Запад. Има противоречиви и оспорвани твърдения, че самият Хардинг е бил член на Клана.
През изборите от 1920 година Хардинг се състезава с кандидата на Демократическата партия и губернатор на Охайо Джеймс Кокс, който е в двойка с помощник-секретаря на флота Франклин Делано Рузвелт. На изборите се гледа като на референдум за избор между прогресивната политика на Удроу Уилсън или за връщане към политиката на ненамеса („laissez-faire“) на Уилям Маккинли.
Хардинг води кампанията през късното лято и есента на 1920 г. под надслова „Да се върнем към нормалността“ и успява да грабне съзнанието на нацията. Така отговаря на три тенденции на този период: връщане към изолационизма като реакция на Първата световна война; възвръщане към нативизма; и обръщане гръб на активната позиция на правителството, характерна за времето на реформи.
Кампанията на Хардинг, водена от „предния двор на къщата“ (на английски: front porch campaign) завладява нацията. Това е не само първата кампания, която получава много добро отразяване в пресата, но това е и първата модерна кампания, която използва звезди от Холивуд и Бродуей, които пътуват до Марион, за да се снимат с Хардинг и жена му. Бизнес икони като Томас Едисон, Хенри Форд и Харви Файърстоун също подпомагат финансово кампанията, водена от „предния двор на къщата“. От началото на кампанията до изборите през ноември над 600 000 души пътуват до Марион, за да участват в събитията.
Кампанията разкрива активната роля на Флоранс Хардинг, която е най-дейната съпруга на кандидат за президентския пост до момента. Тя управлява връзкаите с пресата. Като управляващ директор на Дейли Стар тя разбира нуждите и изискванията на журналистите и прави всичко възможно да ги задоволи – винаги е свободна за въпроси, позира за снимки, приготвя домашна храна за журналистите, дори построява бунгало, където да могат да се настанят. Госпожа Хардинг стига дотам, че наставлява мъжа си как да се държи пред камера, за да може да изглежда добре за кинопрегледите.
Кампанията вдига рейтинга а Хардинг сред жените. Смятан за хубав, на снимките разликата между него и Кокс е очевидна. Но подкрепата на Хардинг за приемането на поправката към Конституцията, която дава право на жените да гласуват, е това, което му носи изключителна популярност сред жените гласоподаватели. Множество жени пристигат в Марион, за да слушат речите му.
По време на кампанията се разпространява слух, че прапрадядото на Хардинг е чернокож и че във фамилията му има други чернокожи. В отговор на тези твърдения мениджърът на кампанията му отговаря: „Никое семейство в Охайо не е по-чисто и няма по-достойно минало от Хардингови – сини очи от Ню Ингланд и Пенсилвания и чиста кръв от първите заселници“. Пред приятели Хардинг признава, че някой от неговите прадеди е „прескочил оградата“, макар и самият той никога да не е бил сигурен дали това е истина или не.
Основното събитие за изборите през 1920 г. е възможността на жените да гласуват, Хардинг получава 61 процента от националния вот и 404 гласа в избирателната колегия, което е изключителна преднина. Кокс получава 36 процента от националния вот и 127 гласа в избирателната колегия, а социалистът Юджийн Дебс, водещ кампанията си от затвора, има 3 процента от националния вот.

### Президентство
Администрацията на Хардинг предприема политика на ненамеса в сферата на други субекти и малко неща могат да се запишат като негови достижения. Едно от важните събития е Вашингтонската морска конференция от 1921 – 1922 г., на която с помощта на държавния секретар Чарлз Хюз се стига до споразумение за намаляване на размера на флота и така се успокоява напрежението между САЩ, Великобритания и Япония в Тихия океан. Друг успех е създаването на Офиса за мениджмънт и бюджет, който дава власт на президента да управлява разходите по департаменти, докато до момента тази дейност се е извършвала от Конгреса, създава се и Генералния бюджет за счетоводство, който да надзирава разходите на правителството. Хардинг успява да превърне осемчасовия работен ден в реалност за милиони американци. В специална сесия на Конгреса, малко след встъпването му в длъжност, той иска съкращаване на правителството, намаляване на данъците, анулиране на въведения заради войната акциз, намаляване на железопътните данъци, създаване на голям търговски флот, създаване на Публичния департамент за гражданското благосъстояние, създаване на национална бюджетна система и защита на земеделските интереси.
На 26 октомври 1921 г. произнася реч в Алабама, която го прави първия американски президент, който поддържа правата на черните в Юга. В нея Хардинг твърди, че линчуването се е превърнало в международен проблем и че то нарушава правата на „американските негри“. Хардинг също така поставя въпроса за еднакъв достъп до политиката, бизнеса и образованието за всички американци. „Нищо не може да бъде постигнато със затваряне на очите пред този проблем. Това не е американският начин.“
Като президент Хардинг играе голф и два пъти седмично покер. Въпреки че като сенатор от Охайо той гласува за сухия режим, Хардинг държи в Белия дом добър запас от спиртни напитки.

## Смърт по време на мандата
През юни 1923 г. Хардинг започва пътуване из страната под надслова „Пътешествие на разбирателството“ с идеята да се срещне с обикновените хора и да им обясни политиката си. По време на пътуването той се става първият президент, който посещава Аляска. Слуховете за корупция в администрацията започват да се разнасят по това време из Вашингтон и Хардинг е шокиран, когато в Аляска получава дълго съобщение, в което са посочени факти за незаконни дейности, за които той не е знаел. В края на юли той заболява, като тогава това е сметнато за хранително отравяне. Пристигайки в Палас Хотел в Сан Франциско, развива пневмония. Хардинг умира или от удар или от инфаркт на 2 август 1923 година на 57–годишна възраст. Лекарите на флотата дават заключение, че е претърпял инфаркт. Госпожа Хардинг отказва да се направи аутопсия, което скоро води до слухове, че смъртта му е причинена вследствие на заговор. Хардинг е заместен от своя вицепрезидент Калвин Кулидж.
След смъртта му тялото на Хардинг е поставено в Златната стая на Белия дом. Служителите там твърдят, че през нощта преди погребението госпожа Хардинг е говорила на мъртвия си съпруг повече от час. Най-често споменаваните (макар и непотвърдени) нейни думи са „Сега вече те не могат да те наранят, Уорън.“
След смъртта на госпожа Хардинг, през ноември 1924 г. тя временно е погребана до своя съпруг. Двете тела са преместени през декември 1927 г. в току-що завършения „Хардинг мемориал“ в Марион.
През 1930 г. бившият частен детектив Гастон Мийнс публикува книгата „Странната смърт на президента Хардинг“, в която твърди, че мнозина са имали мотив да убият президента. Мийнс смята, че госпожа Хардинг е отровила президента, като по този начин малко хора обръщат внимание на лошото здравословно състояние на Хардинг. През 1933 г. списание Либърти обявява Мийнс за измамник, който използва подставено лице, за да издаде книгата. Теориите на Мийнс никога не са доказани и често се считат за евтино търсене на сензация.

## Скандали
Клеветниците на Хардинг използват слуха, че негови прадеди са били „негри“, за да увредят политическата му кариера в началото. Сред разпространяващите тези слухове е Алмос Клинг, един от най-богатите граждани на Марион, който мрази Хардинг и вестника му. Клинг получава своето възмездие, когато дъщеря му се жени за Хардинг. Впоследствие двете семейства се помиряват, но слуховете остават.
След изборите Хардинг назначава голяма част от приятелите и протежетата си на държавна служба, която използват, за да ограбят правителството. Корупцията пропива администрацията на Хардинг, макар че не се знае до каква степен президентът е знаел за незаконните действия на приятелите си. Най-известният скандал е „Чаеният похлупак“, който разтърсва нацията и се помни години след смъртта на Хардинг. В него секретарят на вътрешните работи Албърт Фол тайно предоставя петролни полета в замяна на лични заеми. През 1931 г. Фол става първият член на кабинета, който влиза в затвора. Томас Милър, началник на Офиса за бедните чужденци, е признат за виновен в получаването на подкупи, Джеси Смит, личен помощник на главния прокурор, унищожава важни документи и след това се самоубива. Директорът на бюрото за ветераните Чарлз Форбс отклонява печалби, получава комисиони и употребява наркотици. Той е осъден на две години затвор за измама и получаване на подкупи. Чарлз Кармер, помощник на Форбс, се самоубива.

## Извънбрачни връзки
Мнозина самоназначили се експерти по изневерите на Хардинг базират своите предположения върху инсинуации, спекулации и истории, кръжащи около президента след неговата смърт. Това което се знае и е отразено в документите от първичните избори е, че Хардинг е имал любовна афера с Кери Фълтън Филипс. Двамата са разменяли любовни писма, което е било публична тайна в Марион. Когато тя го притиска да изостави жена си, той твърдо отказва и Филипс напуска САЩ и се заселва в Берлин. Когато става ясно, че Америка ще влезе във война с Германия, тя се връща в родната си страна и те възобновяват връзката си. Като сенатор Хардинг е трябвало да гласува за влизането на САЩ във война с Германия. Любовните писма ще бъдат публично достъпни след 2024 година поради съдебна забрана.
Твърди се, че Хардинг е имал връзка и с мис Нан Бътан, но информацията за това идва преди всичко от нейна книга, написана след смъртта на Хардинг.

## Външни източници
- ((en)) Warren Harding White House biography Архив на оригинала от 2020-12-12 в Wayback Machine.
- ((en)) Bill Bonner, Harding, Garfield, and Arthur, LewRockwell.com, March 28, 2005
- ((en)) Inaugural Address Архив на оригинала от 2020-09-30 в Wayback Machine.
- ((en)) First State of the Union Address of Warren Harding Архив на оригинала от 2020-09-23 в Wayback Machine.
- ((en)) Second State of the Union Address of Warren Harding Архив на оригинала от 2020-09-23 в Wayback Machine.